# Rebola (Guinea Ecuatorial)
Rebola es un municipio ubicado en la isla de Bioko, parte del territorio marítimo de Guinea Ecuatorial, en la provincia de Bioko Norte. 

## Descripción
Según el censo del año 2001, esta población contaba con unos 8 289 habitantes.
Es una localidad bastante popular entre la población ecuatoguineana debido a que una parte de ella se yergue sobre una pequeña colina, donde destacan las típicas casas ecuatoguineanas con fachadas amarillas y tejados de colores rojizos y marrones; y en su cima se encuentra una iglesia, desde donde se puede apreciar todo el pueblo. También destaca por su comercio de frutas.